# JS Saint-Pierroise
JS Saint-Pierroise is een Réunionse voetbalclub uit Saint-Pierre. De club is opgericht in 1950.

## Palmares
Kampioen
1956, 1957, 1959, 1960, 1961, 1971, 1972, 1973, 1975, 1976, 1978, 1989, 1990, 1993, 1994, 2008
Beker van Réunion
Winnaar: 1959, 1962, 1971, 1980, 1984, 1989, 1992, 1994
Finalist: 2002
Coupe D.O.M
1990, 1991, 1995

## Bekende (oud-)spelers
- Didier Agathe
- Guillaume Hoarau
- Roger Milla
- Jean-Pierre Papin
- Florent Sinama-Pongolle
- Dimitri Payet
- Joël Thomas